# Sphaerodactylus richardsonii
Sphaerodactylus richardsonii este o specie de șopârle din genul Sphaerodactylus, familia Gekkonidae, descrisă de Gray 1845.

## Subspecii
Această specie cuprinde următoarele subspecii:
- S. r. gossei
- S. r. richardsonii

## Galerie

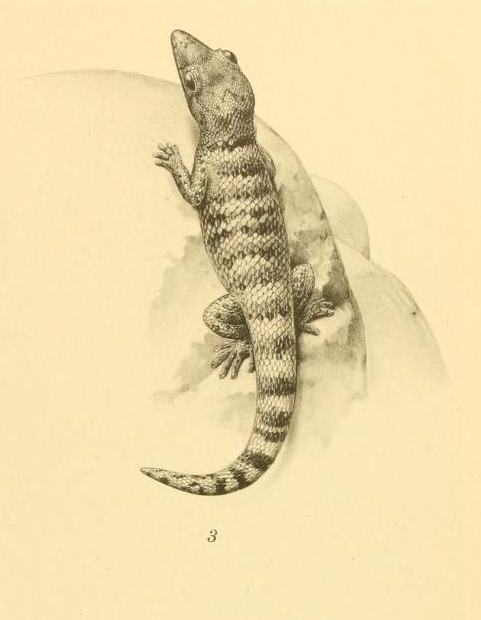
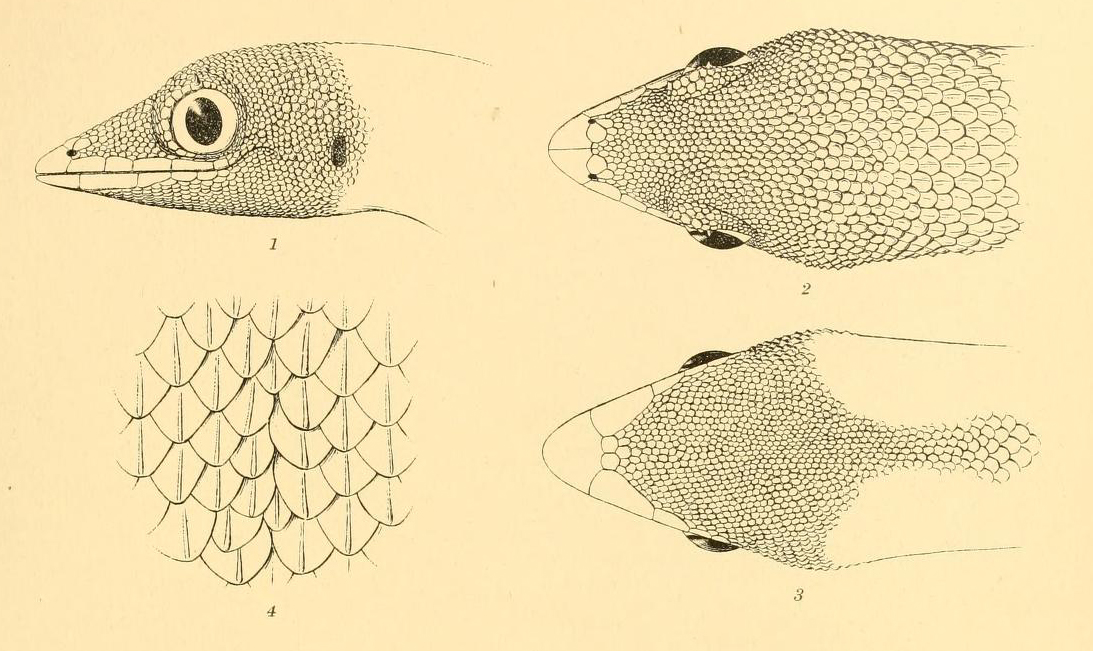